# سارکوزینمی
سارکوزینمی Sarcosinemia که هیپرسارکوزینمی یا نقص SARDH نیز خوانده می‌شود، جزء ناهنجاری‌های متابولیسم اسیدهای آمینه است.
سارکوزین با شکسته شدن کولین به گلیسین از طریق بتائین تشکیل می‌شود.

## علائم بالینی
اغلب بدون علامت بالینی است.

## نقص آنزیمی
نقص در آنزیم سارکوزین دهیدروژناز.

## الگوی توارث

وراثت اتوزوم مغلوب

اتوزوم مغلوب.

## روش تشخیص
- اسیدهای آمینه پلاسما: سارکوزین بالا.
- اسیدهای آمینه ادرار: سارکوزین بالا.

## درمان
لازم نیست.